# Гана на літніх Олімпійських іграх 2016
Гана на літніх Олімпійських іграх 2016 була представлена 13 спортсменами у 5 видах спорту. Жодної медалі олімпійці Гани не завоювали.

## Спортсмени
| Дисципліна     | Чоловіки | Жінки | Разом |
| -------------- | -------- | ----- | ----- |
| Легка атлетика | 4        | 4     | 8     |
| Бокс           | 1        | 0     | 1     |
| Дзюдо          | 0        | 1     | 1     |
| Плавання       | 1        | 1     | 2     |
| Важка атлетика | 1        | 0     | 1     |
| Разом          | 7        | 6     | 13    |

## Легка атлетика
Легенда
- Note – для трекових дисциплін місце вказане лише для забігу, в якому взяв участь спортсмен
- Q = пройшов у наступне коло напряму
- q = пройшов у наступне коло за добором (для трекових дисциплін - найшвидші часи серед тих, хто не пройшов напряму; для технічних дисциплін - увійшов до визначеної кількості фіналістів за місцем якщо напряму пройшло менше спортсменів, ніж визначена кількість)
- NR = Національний рекорд
- N/A = Коло відсутнє у цій дисципліні
- Bye = спортсменові не потрібно змагатися у цьому колі

Трекові і шосейні дисципліни
Чоловіки
| Спортсмен       | Дисципліна | Попередній забіг | Попередній забіг | Чвертьфінал | Чвертьфінал | Півфінал        | Півфінал        | Фінал           | Фінал           |
| Спортсмен       | Дисципліна | Результат        | Місце            | Результат   | Місце       | Результат       | Місце           | Результат       | Місце           |
| --------------- | ---------- | ---------------- | ---------------- | ----------- | ----------- | --------------- | --------------- | --------------- | --------------- |
| Шон Сафо-Антві  | 100 м      | Bye              | Bye              | 10.43       | 6           | Завершив виступ | Завершив виступ | Завершив виступ | Завершив виступ |
| Еммануель Дасор | 200 м      | 20.65            | 6                | Н/Д         | Н/Д         | Завершив виступ | Завершив виступ | Завершив виступ | Завершив виступ |
| Алекс Аманква   | 800 м      | 1:50.33          | 7                | Н/Д         | Н/Д         | Завершив виступ | Завершив виступ | Завершив виступ | Завершив виступ |

Жінки
| Спортсменка                                                                     | Дисципліна | Попередній забіг | Попередній забіг | Чвертьфінал | Чвертьфінал | Півфінал         | Півфінал         | Фінал            | Фінал            |
| Спортсменка                                                                     | Дисципліна | Результат        | Місце            | Результат   | Місце       | Результат        | Місце            | Результат        | Місце            |
| ------------------------------------------------------------------------------- | ---------- | ---------------- | ---------------- | ----------- | ----------- | ---------------- | ---------------- | ---------------- | ---------------- |
| Флінс Овусу-Агяпонг                                                             | 100 м      | Bye              | Bye              | 11.43       | 4           | Завершила виступ | Завершила виступ | Завершила виступ | Завершила виступ |
| Джанет Емпонсах                                                                 | 200 м      | 23.67            | 6                | Н/Д         | Н/Д         | Завершила виступ | Завершила виступ | Завершила виступ | Завершила виступ |
| Джемма Ачімпонг Джанет Емпонсах Беатріс Гяман Dorcas Gyimah Флінс Овусу-Агяпонг | 4×100 м    | 43.37            | 8                | Н/Д         | Н/Д         | Н/Д              | Н/Д              | Завершила виступ | Завершила виступ |

Технічні дисципліни
| Спортсмен   | Дисципліна               | Кваліфікація       | Кваліфікація | Фінал              | Фінал           |
| Спортсмен   | Дисципліна               | Результат у метрах | Місце        | Результат у метрах | Місце           |
| ----------- | ------------------------ | ------------------ | ------------ | ------------------ | --------------- |
| Джон Ампома | метання списа (чоловіки) | 80.39              | 19           | Завершив виступ    | Завершив виступ |

## Бокс
| Спортсмен  | Категорія           | 1/16 фіналу        | 1/8 фіналу         | Чвертьфінали       | Півфінали          | Фінал              | Фінал           |
| Спортсмен  | Категорія           | Суперник Результат | Суперник Результат | Суперник Результат | Суперник Результат | Суперник Результат | Місце           |
| ---------- | ------------------- | ------------------ | ------------------ | ------------------ | ------------------ | ------------------ | --------------- |
| Абдул Омар | до 56 кг (чоловіки) | Меліан (ARG) L 0–3 | Завершив виступ    | Завершив виступ    | Завершив виступ    | Завершив виступ    | Завершив виступ |

## Дзюдо
| Спортсмен     | Категорія        | 1/16 фіналу             | 1/8 фіналу         | Чвертьфінали       | Півфінали          | Втішний поєдинок   | Фінал / БМ         | Фінал / БМ       |
| Спортсмен     | Категорія        | Суперник Результат      | Суперник Результат | Суперник Результат | Суперник Результат | Суперник Результат | Суперник Результат | Місце            |
| ------------- | ---------------- | ----------------------- | ------------------ | ------------------ | ------------------ | ------------------ | ------------------ | ---------------- |
| Сандра Согеті | до 63 кг (жінки) | M Silva (BRA) L 000–100 | Завершила виступ   | Завершила виступ   | Завершила виступ   | Завершила виступ   | Завершила виступ   | Завершила виступ |

## Плавання
| Спортсмен     | Дисципліна                          | Попередній заплив | Попередній заплив | Півфінал         | Півфінал         | Фінал            | Фінал            |
| Спортсмен     | Дисципліна                          | Час               | Місце             | Час              | Місце            | Час              | Місце            |
| ------------- | ----------------------------------- | ----------------- | ----------------- | ---------------- | ---------------- | ---------------- | ---------------- |
| Абеку Джексон | 50 метрів вільним стилем (чоловіки) | 24.30             | 55                | Завершив виступ  | Завершив виступ  | Завершив виступ  | Завершив виступ  |
| Кая Форсон    | 200 метрів вільним стилем (жінки)   | 2:16.02           | 42                | Завершила виступ | Завершила виступ | Завершила виступ | Завершила виступ |

## Важка атлетика
| Спортсмен     | Категорія           | Ривок     | Ривок | Поштовх   | Поштовх | Загалом | Місце |
| Спортсмен     | Категорія           | Результат | Місце | Результат | Місце   | Загалом | Місце |
| ------------- | ------------------- | --------- | ----- | --------- | ------- | ------- | ----- |
| Крістіан Амоа | до 85 кг (чоловіки) | 130       | 18    | 153       | 21      | 283     | 21    |